# Stefan Kotarba
Stefan Szczepan Kotarba (ur. 1901, zm. 27 lutego 1964) – polski działacz sportowy.
Urodził się w 1901. Był założycielem i długoletnim prezesem Robotniczego Klubu Sportowego „Legia” w Krakowie. Działał w wielu krakowskich organizacjach sportowych.
Zmarł 27 lutego 1964. Został pochowany na cmentarzu Rakowickim w Krakowie.

## Odznaczenia i wyróżnienia
- Złoty Krzyż Zasługi (1947, za wybitne zasługi w dziele organizacji sportu robotniczego w Polsce)[3]
- Medal 10-lecia Polski Ludowej
- Odznaka „Zasłużony Działacz Kultury Fizycznej” (1963)
- Członek honorowy Krakowskiego Okręgowego Związku Piłki Nożnej